# 사반투이

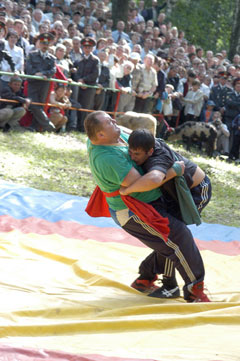
사반투이

사반투이(Sabantuy, 러시아어: Сабанту́й, 타타르어: Сабан туе, 바시키르어: Һабантуй, 추바시어: Акатуй)는 러시아 볼가강 주변에 거주하는 민족들(타타르족, 바시키르인 등)의 축제다.

## 사반투이의 역사
사반투이는 긴 역사를 지닌 농경 문화의 산물이다. 이는 그 명칭에서도 알 수 있는데, “사반”은 타타르어로 “쟁기” 혹은 “봄”을 의미하며, “투이”는 “결혼”, 혹은 “축제”를 의미한다. 따라서 “사반투이”는 봄 파종기를 기념하는 축제라고 할 수 있겠다.
921년 당시 볼가 강변에 존재했던 불가르 왕국에 바그다드의 사신 자격으로 방문한 이븐 파들란이 사반투이에 관한 첫 기록을 남겼다. 타타르스탄의 고고학자들 역시 1120년경 사반투이를 기념하는 비석을 발견했는데 이러한 정황에 따르면 의하면 사반투이는 이미 1000년 이상의 역사를 지닌 것으로 여겨진다.
처음 사반투이는 4월 말 파종을 시작할 때 열렸으나 현대에 와서는 6월 파종이 끝나는 시기에 축제가 열린다. 사실 사반투이는 다음 해에 풍작을 거둘 수 있도록 다산의 신에게 비는 제사 의식에 불과했으나 19세기부터 많은 고생과 노동력을 필요로 하는 봄 파종에 앞서서 모든 민중이 즐기는 축제의 성격을 띄게 되었다.

## 사반투이의 현재
현대에 와서 사반투이는 타타르스탄의 국가적인 공휴일로 자리잡았다. 지방 정부에는 전문적인 사반투이 축제 집행위가 존재하며 이들은 축제가 열릴 기간, 개최 장소 등 모든 준비 문제를 관장한다.
매년 세월이 흐름에 따라 사반투이 또한 조금씩 변화하며 새로운 의식이나 행사가 더해지기도 하지만, 기본적인 요소들은 수백년이 지나도 계속해서 보전되어 왔다. 사반투이는 러시아 내에서만 열리는 것이 아니라 전 세계에서 열리는 행사이다. 사반투이는 전 세계에 퍼진 타타르 민족의 명절이다. 이미 러시아의 타타르스탄 공화국에서는 국가 공휴일이다.
타타르족 공동체 외에도, 사반투이는 뉴욕, 샌프란시스코, 베를린, 몬트리올, 프라하 및 세계 여러 도시에서 개최되고 있다. 유네스코 총재는 카잔을 방문한 자리에서 "사반투이가 유네스코 지정 세계문화유산으로 등재될 수 있도록 노력하겠다"라고 언급한 바 있다.

## 진행 과정
축제가 열릴 장소는 열리기 전에 미리 정해진다. 일단 장소가 선정이 되면 많은 준비가 필요하다. 그 구역내에 존재하는 모든 돌을 제거하고 땅을 평평하게 만드는 작업을 거친다. 때로는 준비 작업을 어떻게 할 것인가를 결정하는 포럼까지 열리기도 한다. 몇몇 농촌에는 “마이단”이라는 곳이 존재하는데 이는 언제라도 사반투이 축제를 열 수 있도록 주요 시설 및 관람석이 설치된 장소를 의미한다. 마이단에는 사반투이 축제에서 행해지는 일련의 경기에서 승리한 우승자들에게 주어지는 상과 선물들이 놓이고, 노점이 열린다.
사반투이는 그 동네의 원로의 축사와 함께 시작된다. 그 다음으로 개막식 축하 공연이 열리며, 여기에는 유명한 가수 및 댄서들이 참여한다. 공연이 끝나면 사반투이의 구체적인 시간표 및 장소가 대중 앞에서 공표되는데, 이는 보통 참여 인원 수가 매우 많고, 여러 종류의 행사가 각각 다른 장소에서 동시다발적으로 개최돼 마이단 내에서 모든 행사를 개최하는 것이 불가능하기 때문이다.
사반투이를 맞은 농촌에서는 손님과 친척, 그리고 가까운 친구들을 맞기 위해 집을 청소하고, 그들을 대접하기 위한 요리 등 미리 준비를 한다.
- 선물 모으기

전통 민요가 흘러나오기 시작하면 청년들은 마을의 가장자리 끝에서 끝으로 말을 타고 다니며 수건이나 손수건, 동네 아주머니들의 천조각등 주민들이 주는 선물을 모은다. 만약 말이 없을 경우에는 십자가를 어깨 너머에 매고 수건 2장을 엮어서 그 위에다 사람들이 건네주는 선물들을 얹고 다닌다.
청년이 선물을 많이 모으면 모을수록, 그의 말도 더욱 아름답게 치장된다. 모든 청년들은 선물을 될 수 있는 한 많이 모으기 위해 마을 이웃이나 친척, 지인들에게 도움을 받을 수 있도록 경기전에 미리 얘기를 해놓기도 한다. 보통 마을 주민들은 스스로 선물을 들고나와 자기집 대문 앞에서 청년들을 기다린다. 재밌는 사실은, 그 선물들은 그 집에 방문했던 손님들에게 받은 것을 다시 청년에게 주는 것이라는 점이다. 청년들은 선물을 주는 주민에게 감사의 의미로 노래를 부른다.
경기가 끝나고 난 뒤 청년들이 모은 선물들의 양은 어마어마하며 그 종류 또한 매우 다양하다. 선물을 받는 사람은 그 마을의 젊은 여성들인데 그들은 야시 킬렌이라 불린다. ("젋은 며느리"라는 뜻). 전통에 따라 선물을 받는 여성들은 그에 대한 대답의 의미로 자신이 수놓은 천을 선물한다. 그러나 최근 들어서 천이나 수건 등을 집에서 직접 만드는 가내수공업의 전통이 사라짐에 따라, 사반투이 때 특별히 입는 상의를 선물하는 것으로 바뀌었다.
또한 제사나 의식을 지낼 때 쓰이는 특수한 달걀도 선물로 주곤 하는데, 보통의 선물을 대신하여 주거나 선물과 같이 주는 경우도 있다. 달걀은 양동이에 모으는데 나중에 그것들은 시장에서 돈을 받고 팔린다. 남은 달걀은 마이단에서 행사 때 쓰이거나 경기 참가자들이 직접 먹기도 한다.
선물 모으기 경기가 끝나면, 청년들은 노래를 부러거나 악기를 연주하며 마을을 한바퀴 도는데, 이때 주민들에게 자신들이 선물을 얼마나 모았는지 보여준다.
- 전통 무술 경기

전통 무술 "케레쉬" 경기는 사반투이에서 가장 중요한 행사로, 민중들에게 가장 인기가 있다. 두 명의 어린 소년(때로는 노인)이 경기의 시작을 알리면, 소년, 청년, 중장년등 각연령대의 남성들이 양탄자가 깔린 경기장 위로 나와 경기를 시작한다.
케레쉬 경기가 끝나면, 우승자는 사반투이 축제에서 가장 값진 상을 받는데, 근래에 들어서 이 선물 또한 수놓은 천과 같은 전통적인 선물이 아닌, 자동차, 비싼 가전제품, 양탄자, 세탁기 등으로 바뀌었다. 가끔 전통에 따라 살아있는 양을 상으로 주기도 하지만 근래에는 흔치 않다.

### 행사 폐막 후
사반투이가 끝나면 행사에 참여했던 모든 사람들은 각자 집으로 향해 흩어지기 시작한다. 그러나 젊은이들은 행사 후에도 다시 축제를 여는데 이때 "키치케 우엔"이라고 불리는 놀이를 즐긴다. 이 축제는 "저녁의 사반투이"라고 불리기도 한다. "저녁의 사반투이"는 주로 마을 바깥 외진 곳의 공터에서 열리며, 때로는 마이단에서 열리기도 한다. 근래에 들어서는 나이트 클럽을 찾는 이도 적지 않은 편이다.

## 재미있는 사실
사반투이에는 러시아 연방 대통령들도 참석하곤 하는데, 보리스 옐친 전 대통령은 항아리 조각을 단 한번에 격파한 바 있다. 블라디미르 푸틴 전 대통령은 양젖이 담긴 큰 통에서 동전을 찾아내기도 했다.